# Water-polo aux Jeux olympiques d'été de 2016
Navigation
Londres 2012 Tokyo 2020
Les tournois féminins et masculins de water-polo aux Jeux olympiques d'été de 2016 ont lieu pendant les épreuves olympiques au Parc aquatique Maria-Lenk et au Centre aquatique olympique de Rio de Janeiro, au Brésil.
Douze équipes participent au 27e tournoi olympique masculin, tandis que huit équipes participent à la 5e édition du tournoi féminin.

## Calendrier des épreuves
| P | Premier tour | ¼ | Quarts de finale | ½ | Demi-finales | F | Finale |

| Compétition↓/Date → | 6 | 7 | 8 | 9 | 10 | 11 | 12 | 13 | 14 | 15 | 16 | 17 | 18 | 19 | 20 |
| ------------------- | - | - | - | - | -- | -- | -- | -- | -- | -- | -- | -- | -- | -- | -- |
| Hommes              | P |   | P |   | P  |    | P  |    | P  |    | ¼  |    | ½  |    | F  |
| Femmes              |   |   |   | P |    | P  |    | P  |    | ¼  |    | ½  |    | F  |    |

## Site
Les deux finales sont  jouées aux Centre aquatique olympique, une structure temporaire, d'une capacité de 18 000 places et qui accueille également les compétitions de natation. Les autres matches seront quant à eux joués au parc aquatique Maria-Lenk, d'une capacité de 5 300 places.

## Tournoi masculin

### Qualifications
Le pays-hôte, ainsi que les champions continentaux sont directement qualifiés. Les finalistes des Championnats du monde de natation 2015, le gagnant de la Ligue mondiale de water-polo masculin 2015 ainsi que les quatre premiers pays classés lors du tournoi de qualification olympique reçoivent une place.
| Compétition                             | Date                   | Lieu                 | Places | Qualifiés                     |
| --------------------------------------- | ---------------------- | -------------------- | ------ | ----------------------------- |
| Pays organisateur                       | 2 octobre 2009         | Copenhague, Danemark | 1      | Brésil                        |
| Ligue mondiale 2015                     | 23-28 juin 2015        | Bergame, Italie      | 1      | Serbie                        |
| Jeux panaméricains de 2015              | 7-15 juillet 2015      | Toronto, Canada      | 1      | États-Unis                    |
| Championnat du monde 2015               | 27 juillet-8 août 2015 | Kazan, Russie        | 2      | Croatie Grèce                 |
| Sélection continentale océanienne       | 19 octobre 2015        | Perth, Australie     | 1      | Australie                     |
| Tournoi de qualification asiatique      | 16-20 décembre 2015    | Foshan, Chine        | 1      | Japon                         |
| Championnat d'Europe de water-polo 2016 | 10-23 janvier 2016     | Belgrade, Serbie     | 1      | Monténégro                    |
| Tournoi de qualification olympique      | 3-10 avril 2016        | Trieste, Italie      | 4      | Hongrie Italie Espagne France |
| Total                                   |                        |                      | 12     |                               |

### Premier tour

#### Groupe A
| Rang | Équipe    | Pts | J | G | N | P | Bp | Bc | Diff |
| ---- | --------- | --- | - | - | - | - | -- | -- | ---- |
| 1    | Hongrie   | 7   | 5 | 2 | 3 | 0 | 57 | 43 | +14  |
| 2    | Grèce     | 6   | 5 | 2 | 2 | 1 | 41 | 40 | +1   |
| 3    | Brésil    | 6   | 5 | 3 | 0 | 2 | 40 | 39 | +1   |
| 4    | Serbie    | 6   | 5 | 2 | 2 | 1 | 49 | 44 | +5   |
| 5    | Australie | 5   | 5 | 2 | 1 | 2 | 44 | 40 | +4   |
| 6    | Japon     | 0   | 5 | 0 | 0 | 4 | 36 | 61 | -25  |

#### Groupe B
| Rang | Équipe     | Pts | J | G | N | P | Bp | Bc | Diff |
| ---- | ---------- | --- | - | - | - | - | -- | -- | ---- |
| 1    | Espagne    | 7   | 5 | 3 | 1 | 1 | 46 | 35 | +11  |
| 2    | Croatie    | 6   | 5 | 3 | 0 | 2 | 36 | 37 | -1   |
| 3    | Italie     | 6   | 5 | 3 | 0 | 2 | 40 | 41 | -1   |
| 4    | Monténégro | 5   | 5 | 2 | 1 | 2 | 36 | 32 | +4   |
| 5    | États-Unis | 4   | 5 | 2 | 0 | 3 | 35 | 35 | 0    |
| 6    | France     | 2   | 5 | 1 | 0 | 4 | 28 | 42 | -14  |

### Phase finale
|  | Quarts de finale            | Quarts de finale            |                             |                             | Demi-finales                | Demi-finales                |    |  | Finale                      | Finale                      |
|  | Quarts de finale            | Quarts de finale            |                             |                             | Demi-finales                | Demi-finales                |    |  | Finale                      | Finale                      |
|  |                             |                             |                             |                             |                             |                             |    |  |                             |                             |
|  | 16 août à 11h00 (UTC−03:00) | 16 août à 11h00 (UTC−03:00) |                             |                             | 18 août à 12h20 (UTC−03:00) | 18 août à 12h20 (UTC−03:00) |    |  | 20 août à 17h50 (UTC−03:00) | 20 août à 17h50 (UTC−03:00) |
|  | 16 août à 11h00 (UTC−03:00) | 16 août à 11h00 (UTC−03:00) |                             |                             | 18 août à 12h20 (UTC−03:00) | 18 août à 12h20 (UTC−03:00) |    |  | 20 août à 17h50 (UTC−03:00) | 20 août à 17h50 (UTC−03:00) |
|  | [A1] Hongrie                | 9 (2)                       |                             |                             | 18 août à 12h20 (UTC−03:00) | 18 août à 12h20 (UTC−03:00) |    |  | 20 août à 17h50 (UTC−03:00) | 20 août à 17h50 (UTC−03:00) |
|  | [A1] Hongrie                | 9 (2)                       |                             |                             | 18 août à 12h20 (UTC−03:00) | 18 août à 12h20 (UTC−03:00) |    |  | 20 août à 17h50 (UTC−03:00) | 20 août à 17h50 (UTC−03:00) |
|  | [B4] Monténégro             | 9 (4)                       |                             |                             | 18 août à 12h20 (UTC−03:00) | 18 août à 12h20 (UTC−03:00) |    |  | 20 août à 17h50 (UTC−03:00) | 20 août à 17h50 (UTC−03:00) |
|  | [B4] Monténégro             | 9 (4)                       | Monténégro                  | 8                           |                             |                             |    |  | 20 août à 17h50 (UTC−03:00) | 20 août à 17h50 (UTC−03:00) |
|  | 16 août à 15h10 (UTC−03:00) |                             | Monténégro                  | 8                           |                             |                             |    |  | 20 août à 17h50 (UTC−03:00) | 20 août à 17h50 (UTC−03:00) |
|  |                             | Croatie                     | 12                          |                             |                             |                             |    |  | 20 août à 17h50 (UTC−03:00) | 20 août à 17h50 (UTC−03:00) |
|  | [A3] Brésil                 | Croatie                     | 12                          | 6                           |                             |                             |    |  | 20 août à 17h50 (UTC−03:00) | 20 août à 17h50 (UTC−03:00) |
|  | [A3] Brésil                 |                             |                             | 6                           |                             |                             |    |  | 20 août à 17h50 (UTC−03:00) | 20 août à 17h50 (UTC−03:00) |
|  | [B2] Croatie                | 10                          |                             |                             |                             |                             |    |  | 20 août à 17h50 (UTC−03:00) | 20 août à 17h50 (UTC−03:00) |
|  | [B2] Croatie                | 10                          | Croatie                     | 7                           |                             |                             |    |  |                             |                             |
|  | 16 août à 16h30 (UTC−03:00) |                             | Croatie                     | 7                           |                             |                             |    |  |                             |                             |
|  |                             | Serbie                      | 11                          |                             |                             |                             |    |  |                             |                             |
|  | [A2] Grèce                  | Serbie                      | 11                          | 5                           |                             |                             |    |  |                             |                             |
|  | [A2] Grèce                  | 18 août à 16h30 (UTC−03:00) |                             | 5                           |                             |                             |    |  |                             |                             |
|  | [B3] Italie                 | 9                           |                             |                             |                             |                             |    |  |                             |                             |
|  | [B3] Italie                 | 9                           | Italie                      | 8                           |                             |                             |    |  |                             |                             |
|  | 16 août à 12h20 (UTC−03:00) | 16 août à 12h20 (UTC−03:00) | Italie                      | 8                           | Match pour la 3e place      | Match pour la 3e place      |    |  |                             |                             |
|  | 16 août à 12h20 (UTC−03:00) | 16 août à 12h20 (UTC−03:00) |                             | Serbie                      | Match pour la 3e place      | Match pour la 3e place      | 10 |  |                             |                             |
|  | [A4] Serbie                 | 10                          | 20 août à 13h00 (UTC−03:00) | 20 août à 13h00 (UTC−03:00) |                             |                             | 10 |  |                             |                             |
|  | [A4] Serbie                 | 10                          | 20 août à 13h00 (UTC−03:00) | 20 août à 13h00 (UTC−03:00) |                             |                             |    |  |                             |                             |
|  | [B1] Espagne                | 7                           |                             | Monténégro                  | 10                          |                             |    |  |                             |                             |
|  | [B1] Espagne                | 7                           |                             | Monténégro                  | 10                          |                             |    |  |                             |                             |
|  |                             |                             |                             |                             |                             |                             |    |  | Italie                      | 12                          |
|  |                             |                             |                             |                             |                             |                             |    |  | Italie                      | 12                          |

## Tournoi féminin

### Qualifications
Les champions continentaux, excepté le Brésil, pays hôte désigné pour représenter le continent américain, sont directement qualifiés. Les trois places restantes sont attribuées aux quatre premiers pays classés au tournoi de qualification olympique, la place vacante africaine leur revenant.
| Dates                 | Événement                               | Quota | Lieu       | Qualifiés  |
| --------------------- | --------------------------------------- | ----- | ---------- | ---------- |
| 2 octobre 2009        | Pays hôte                               | 1     | Copenhague | Brésil     |
| 19 octobre 2015       | Sélection continentale - Océanie        | 1     | Perth      | Australie  |
| 16 - 17 décembre 2015 | Sélection continentale - Asie           | 1     | Foshan     | Chine      |
| 10 - 22 janvier 2016  | Championnat d'Europe de water-polo 2016 | 1     | Belgrade   | Hongrie    |
| 21 - 28 mars 2016     | Tournoi de qualification olympique      | 4     | Gouda      | États-Unis |
| 21 - 28 mars 2016     | Tournoi de qualification olympique      | 4     | Gouda      | Italie     |
| 21 - 28 mars 2016     | Tournoi de qualification olympique      | 4     | Gouda      | Russie     |
| 21 - 28 mars 2016     | Tournoi de qualification olympique      | 4     | Gouda      | Espagne    |
| Total                 | Total                                   | 8     |            |            |

### Premier tour

#### Groupe A
| Rang | Équipe    | Pts | J | G | N | P | Bp | Bc | Diff |
| ---- | --------- | --- | - | - | - | - | -- | -- | ---- |
| 1    | Italie    | 6   | 3 | 3 | 0 | 0 | 27 | 15 | +12  |
| 2    | Australie | 4   | 3 | 2 | 0 | 1 | 31 | 15 | +16  |
| 3    | Russie    | 2   | 3 | 1 | 0 | 2 | 23 | 31 | -8   |
| 4    | Brésil    | 0   | 3 | 0 | 0 | 3 | 13 | 33 | -20  |

#### Groupe B
| Rang | Équipe     | Pts | J | G | N | P | Bp | Bc | Diff |
| ---- | ---------- | --- | - | - | - | - | -- | -- | ---- |
| 1    | États-Unis | 6   | 3 | 3 | 0 | 0 | 34 | 14 | +20  |
| 2    | Espagne    | 4   | 3 | 2 | 0 | 1 | 27 | 29 | -2   |
| 3    | Hongrie    | 2   | 3 | 1 | 0 | 2 | 29 | 33 | -4   |
| 4    | Chine      | 0   | 3 | 0 | 0 | 3 | 23 | 37 | -14  |

### Phase finale
|  | Quarts de finale            | Quarts de finale            |                             |                             | Demi-finales                | Demi-finales                |    |  | Finale                      | Finale                      |
|  | Quarts de finale            | Quarts de finale            |                             |                             | Demi-finales                | Demi-finales                |    |  | Finale                      | Finale                      |
|  |                             |                             |                             |                             |                             |                             |    |  |                             |                             |
|  | 15 août à 15h30 (UTC−03:00) | 15 août à 15h30 (UTC−03:00) |                             |                             | 17 août à 16h30 (UTC−03:00) | 17 août à 16h30 (UTC−03:00) |    |  | 19 août à 15h30 (UTC−03:00) | 19 août à 15h30 (UTC−03:00) |
|  | 15 août à 15h30 (UTC−03:00) | 15 août à 15h30 (UTC−03:00) |                             |                             | 17 août à 16h30 (UTC−03:00) | 17 août à 16h30 (UTC−03:00) |    |  | 19 août à 15h30 (UTC−03:00) | 19 août à 15h30 (UTC−03:00) |
|  | [A2] Australie              | 8 (3)                       |                             |                             | 17 août à 16h30 (UTC−03:00) | 17 août à 16h30 (UTC−03:00) |    |  | 19 août à 15h30 (UTC−03:00) | 19 août à 15h30 (UTC−03:00) |
|  | [A2] Australie              | 8 (3)                       |                             |                             | 17 août à 16h30 (UTC−03:00) | 17 août à 16h30 (UTC−03:00) |    |  | 19 août à 15h30 (UTC−03:00) | 19 août à 15h30 (UTC−03:00) |
|  | [B3] Hongrie                | 8 (5)                       |                             |                             | 17 août à 16h30 (UTC−03:00) | 17 août à 16h30 (UTC−03:00) |    |  | 19 août à 15h30 (UTC−03:00) | 19 août à 15h30 (UTC−03:00) |
|  | [B3] Hongrie                | 8 (5)                       | Hongrie                     | 10                          |                             |                             |    |  | 19 août à 15h30 (UTC−03:00) | 19 août à 15h30 (UTC−03:00) |
|  | 15 août à 14h10 (UTC−03:00) |                             | Hongrie                     | 10                          |                             |                             |    |  | 19 août à 15h30 (UTC−03:00) | 19 août à 15h30 (UTC−03:00) |
|  |                             | États-Unis                  | 14                          |                             |                             |                             |    |  | 19 août à 15h30 (UTC−03:00) | 19 août à 15h30 (UTC−03:00) |
|  | [A4] Brésil                 | États-Unis                  | 14                          | 3                           |                             |                             |    |  | 19 août à 15h30 (UTC−03:00) | 19 août à 15h30 (UTC−03:00) |
|  | [A4] Brésil                 |                             |                             | 3                           |                             |                             |    |  | 19 août à 15h30 (UTC−03:00) | 19 août à 15h30 (UTC−03:00) |
|  | [B1] États-Unis             | 13                          |                             |                             |                             |                             |    |  | 19 août à 15h30 (UTC−03:00) | 19 août à 15h30 (UTC−03:00) |
|  | [B1] États-Unis             | 13                          | États-Unis                  | 12                          |                             |                             |    |  |                             |                             |
|  | 15 août à 18h20 (UTC−03:00) |                             | États-Unis                  | 12                          |                             |                             |    |  |                             |                             |
|  |                             | Italie                      | 5                           |                             |                             |                             |    |  |                             |                             |
|  | [A3] Russie                 | Italie                      | 5                           | 12                          |                             |                             |    |  |                             |                             |
|  | [A3] Russie                 | 17 août à 12h20 (UTC−03:00) |                             | 12                          |                             |                             |    |  |                             |                             |
|  | [B2] Espagne                | 10                          |                             |                             |                             |                             |    |  |                             |                             |
|  | [B2] Espagne                | 10                          | Russie                      | 9                           |                             |                             |    |  |                             |                             |
|  | 15 août à 19h40 (UTC−03:00) | 15 août à 19h40 (UTC−03:00) | Russie                      | 9                           | Match pour la 3e place      | Match pour la 3e place      |    |  |                             |                             |
|  | 15 août à 19h40 (UTC−03:00) | 15 août à 19h40 (UTC−03:00) |                             | Italie                      | Match pour la 3e place      | Match pour la 3e place      | 12 |  |                             |                             |
|  | [A1] Italie                 | 12                          | 19 août à 11h20 (UTC−03:00) | 19 août à 11h20 (UTC−03:00) |                             |                             | 12 |  |                             |                             |
|  | [A1] Italie                 | 12                          | 19 août à 11h20 (UTC−03:00) | 19 août à 11h20 (UTC−03:00) |                             |                             |    |  |                             |                             |
|  | [B4] Chine                  | 7                           |                             | Hongrie                     | 12 (6)                      |                             |    |  |                             |                             |
|  | [B4] Chine                  | 7                           |                             | Hongrie                     | 12 (6)                      |                             |    |  |                             |                             |
|  |                             |                             |                             |                             |                             |                             |    |  | Russie                      | 12 (7)                      |
|  |                             |                             |                             |                             |                             |                             |    |  | Russie                      | 12 (7)                      |

## Résultats

### Podiums
| Épreuves         | Or | Argent | Bronze |
| ---------------- | --- | --- | --- |
| Tournoi masculin | Serbie Milan Aleksić Miloš Ćuk Filip Filipović Živko Gocić Nikola Jakšić Dušan Mandić Branislav Mitrović Stefan Mitrović Slobodan Nikić Duško Pijetlović Gojko Pijetlović Andrija Prlainović Sava Ranđelović  | Croatie Marko Bijač Luka Bukić Damir Burić Andro Bušlje Xavier García Maro Joković Ivan Krapić Luka Lončar Marko Macan Josip Pavić Antonio Petković Anđelo Šetka Sandro Sukno                                        | Italie Matteo Aicardi Michaël Bodegas Marco Del Lungo Francesco Di Fulvio Pietro Figlioli Andrea Fondelli Valentino Gallo Niccolò Gitto Alessandro Nora Christian Presciutti Nicholas Presciutti Stefano Tempesti Alessandro Velotto |
| Tournoi féminin  | États-Unis KK Clark Kami Craig Rachel Fattal Aria Fischer Makenzie Fischer Kaleigh Gilchrist Sami Hill Ashleigh Johnson Courtney Mathewson Madeline Musselman Kiley Neushul Melissa Seidemann Maggie Steffens | Italie Rosaria Aiello Roberta Bianconi Aleksandra Cotti Tania Di Mario Giulia Emmolo Teresa Frassinetti Arianna Garibotti Giulia Gorlero Francesca Pomeri Elisa Queirolo Federica Radicchi Chiara Tabani Laura Teani | Russie Maria Borisova Nadezhda Glyzina Olga Gorbunova Anna Grineva Evgeniya Ivanova Elvina Karimova Anna Karnaukh Ekaterina Lisunova Iekaterina Prokofieva Anastasia Simanovich Evgeniia Soboleva Anna Timofeeva Anna Ustyukhina     |

### Tableau des médailles
| Rang  | Nation     | Or | Argent | Bronze | Total |
| ----- | ---------- | -- | ------ | ------ | ----- |
| 1     | États-Unis | 1  | 0      | 0      | 1     |
| 1     | Serbie     | 1  | 0      | 0      | 1     |
| 3     | Italie     | 0  | 1      | 1      | 2     |
| 4     | Croatie    | 0  | 1      | 0      | 1     |
| 5     | Russie     | 0  | 0      | 1      | 1     |
| Total | Total      | 2  | 2      | 2      | 6     |